# باري بلو
باري بلو (بالإنجليزية: Barry Blue)‏ هو مغني وكاتب أغاني ومنتج أسطوانات ومغن مؤلف بريطاني، ولد في 4 ديسمبر 1950 في لندن في المملكة المتحدة.

## وصلات خارجية
- الموقع الرسمي
- باري بلو على موقع IMDb (الإنجليزية)
- باري بلو على موقع ميوزك برينز (الإنجليزية)
- باري بلو على موقع ديسكوغز (الإنجليزية)
- باري بلو على موقع ديسكوغز (الإنجليزية)
- باري بلو على موقع ديسكوغز (الإنجليزية)